# Брет
Брет (фр. Brettes) — коммуна во Франции, находится в регионе Пуату — Шаранта. Департамент — Шаранта. Входит в состав кантона Вильфаньян. Округ коммуны — Конфолан.
Код INSEE коммуны — 16059.
Коммуна расположена приблизительно в 370 км к юго-западу от Парижа, в 70 км южнее Пуатье, в 45 км к северу от Ангулема.

## Население
Население коммуны на 2008 год составляло 189 человек.
| 1962 | 1968 | 1975 | 1982 | 1990 | 1999 | 2008 |
| ---- | ---- | ---- | ---- | ---- | ---- | ---- |
| 261  | 232  | 208  | 197  | 197  | 187  | 189  |

## Экономика
В 2007 году среди 106 человек в трудоспособном возрасте (15—64 лет) 80 были экономически активными, 26 — неактивными (показатель активности — 75,5 %, в 1999 году было 66,4 %). Из 80 активных работали 75 человек (46 мужчин и 29 женщин), безработных было 5 (3 мужчины и 2 женщины). Среди 26 неактивных 7 человек были учениками или студентами, 11 — пенсионерами, 8 были неактивными по другим причинам.

## Фотогалерея

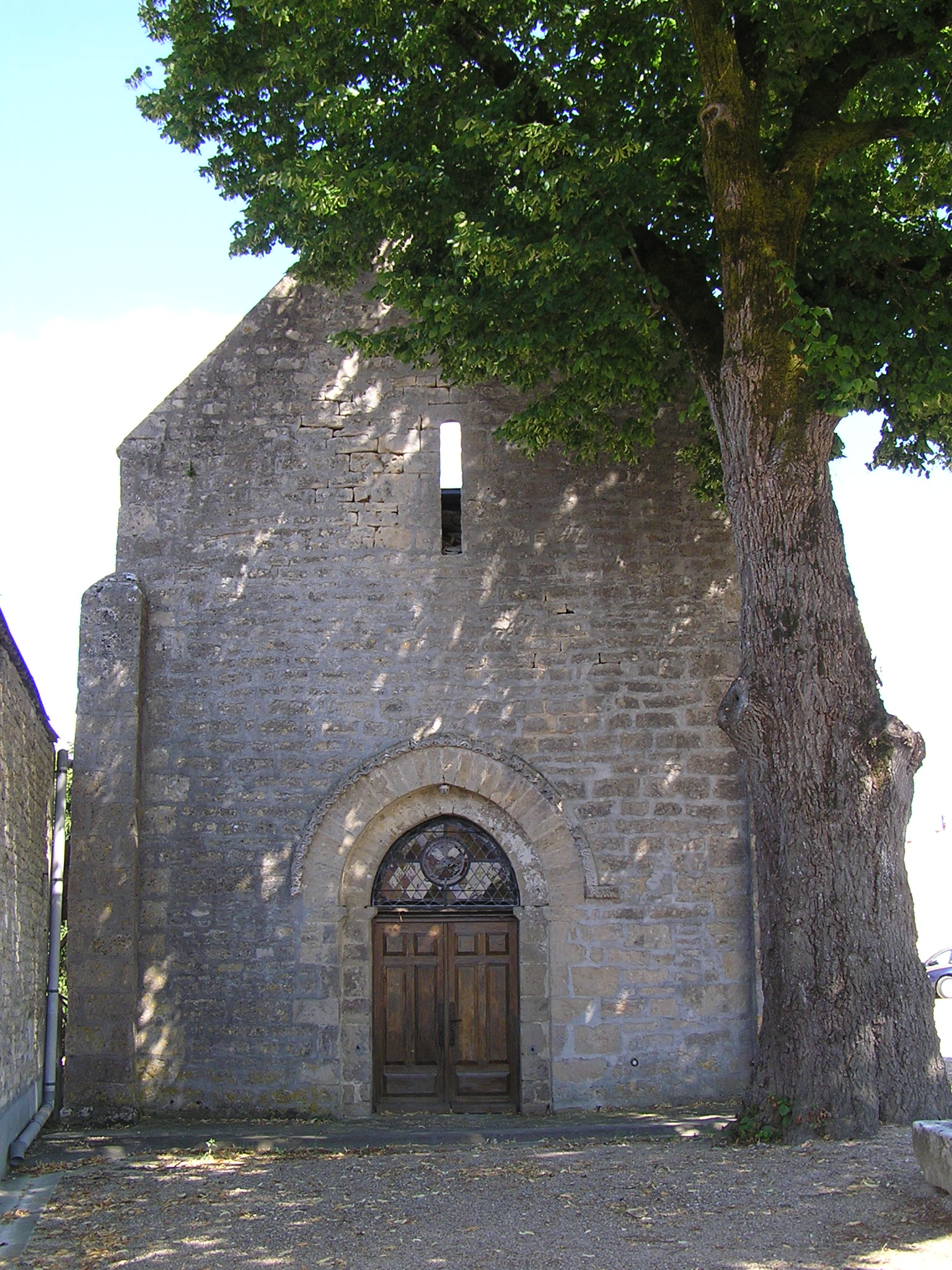
Церковь Сен-Сибар
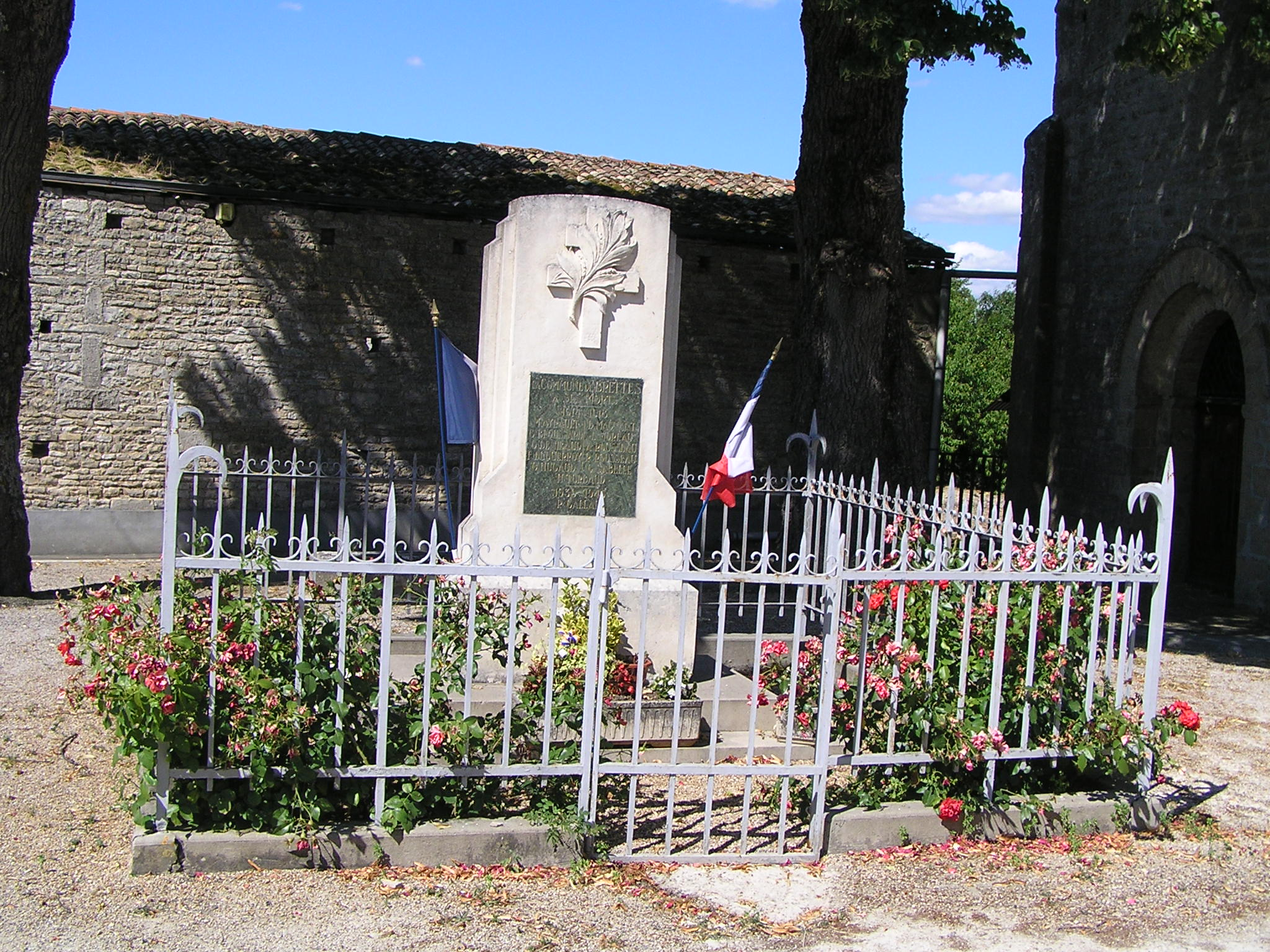
Военный мемориал
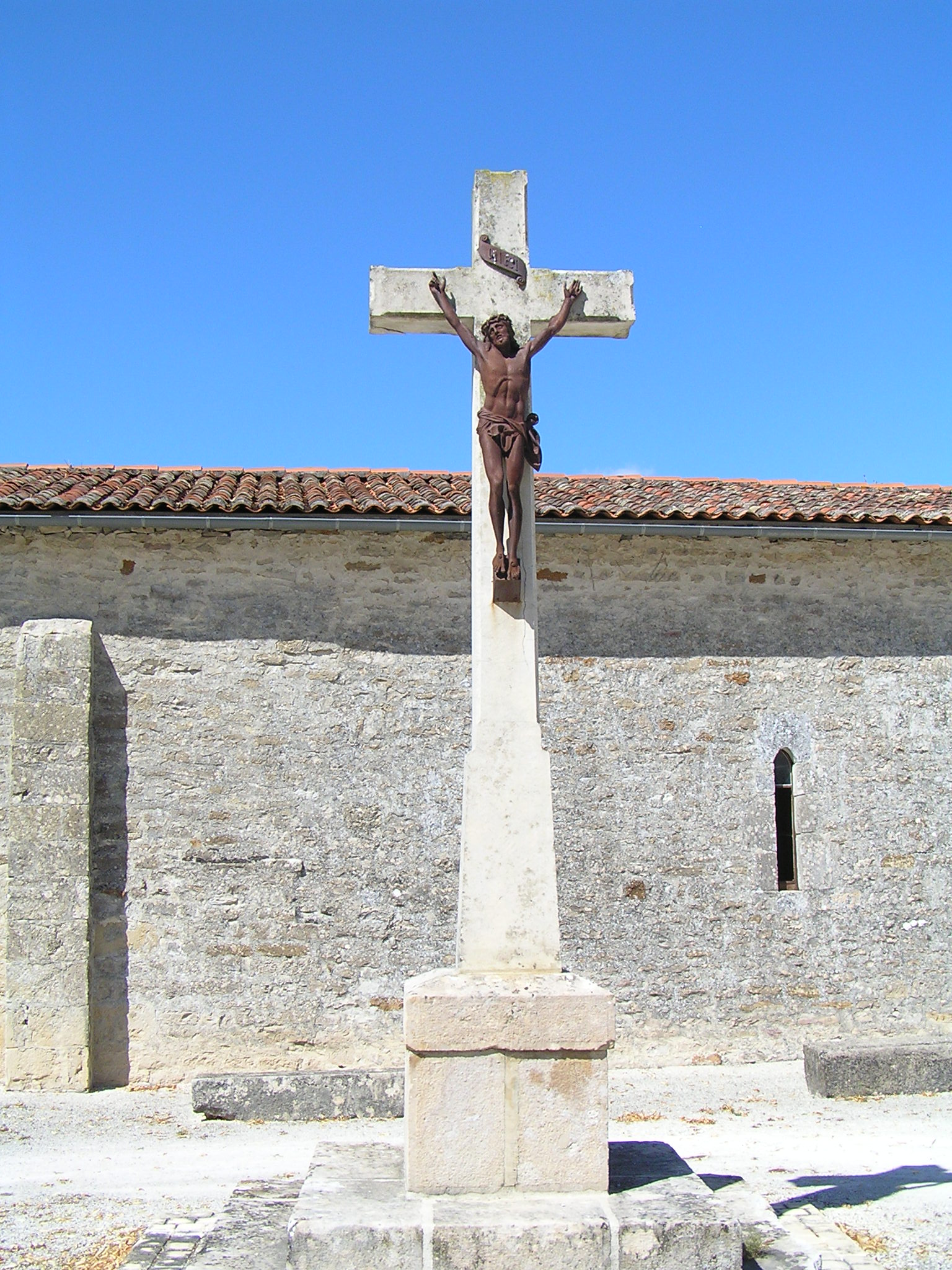
Распятие